# Velòdrom d’Horta Miquel Poblet
Das Velòdrom d’Horta Miquel Poblet ist eine offene Radrennbahn in Barcelona, Katalonien, Spanien, die auch als Velodrom im Vall d’Hebron bezeichnet wird. Es war Veranstaltungsort der UCI-Bahn-Weltmeisterschaften, die vom 28. bis zum 31. August 1984 stattfanden, sowie der Bahnradrennen bei den Olympischen Sommerspielen 1992.
Das Velòdrom d’Horta wurde von den Architekten Esteve Bonell und Francesc Rius entworfen und 1984 noch vor der Bewerbung für die Olympischen Spiele errichtet. Standort ist das Vall d’Hebron, wo für die Olympischen Spiele weitere Sportstätten angelegt wurden, wie etwa die Bogenschießanlage und die Tennisplätze.
Die Bahn selbst wurde von dem Münsteraner Architekten Herbert Schürmann geplant. Sie war die erste, die nach den neuen Regularien des Radsportverbandes International Amateur Cycling Federation (FIAC) erstellt wurde, nach denen die vorgeschriebene Länge von 333 1/3 Metern auf 250 Meter verkürzt worden war. 1985 wurde das Gebäude mit einem Award von Fostering Arts and Design (FAD) ausgezeichnet.
Nach einer umfangreichen Renovierung und der Wiedereröffnung wurde das Velodrom, das ursprünglich nur Velòdrom d’Horta hieß, 2015 in Velòdrom d’Horta Miquel Poblet umbenannt. Poblet, ein populärer Radsportler aus Barcelona, war international erfolgreich und mehrfacher spanischer Meister. Er starb 2013.
Das Gebäude ist in zwei Stockwerke aufgeteilt, die die Höhenunterschiede des Geländes nutzen und ausgleichen. Im oberen Stockwerk befinden sich die Radrennbahn mit einem Belag aus Afzelia-Hartholz aus Kamerun sowie die Tribünen für die Zuschauer. Die vier Meter breite Gebäudehülle, die die Freiluft-Arena umgibt, enthält Servicebereiche für die Zuschauer, Cafés, Sanitäranlagen und Treppen. Im Untergeschoss befinden sich die Räumlichkeiten für die Sportler, Lagerräume sowie der Pressebereich. Neben der Konstruktion des Velodroms selbst hatten die Architekten den Auftrag, das vier Hektar große Außengelände zu erschließen und die Böschungen neu zu gestalten.